# Direction des affaires civiles, pénales et des grâces
La Direction des Affaires Civiles, Pénales et des Grâces en abrégé DACPG est une direction technique du ministère de la justice.

## Missions et attributions

### Mission
La responsabilité de la Direction des Affaires pénales et des Grâces consiste à examiner tous les sujets criminels liés à l'accès à la justice, au bon fonctionnement des tribunaux, à l'application des décisions judiciaires, ainsi qu'à toutes les questions concernant les remises de peine et la coordination de l'assistance judiciaire internationale dans le domaine pénal,.

### Attributions
Dans le cadre de l'exécution de ses tâches, la Direction des Affaires pénales et des Grâces a pour responsabilités,:
En matière d'affaire pénale:
- Examiner toutes les demandes liées au fonctionnement des juridictions pénales, adressées au ministre de la Justice.
- Effectuer des études en droit pénal et en procédure pénale, ainsi que participer à toutes les activités dans ces domaines.
- Contrôler et coordonner les actions du Ministère public en matière pénale.
- Mettre en œuvre les conventions internationales relatives aux commissions rogatoires internationales, aux procédures d'extradition, aux dénonciations officielles et aux transfèrements internationaux de détenus, dans le cadre de l'entraide judiciaire internationale.
- Veiller à l'exécution des commissions rogatoires en matière pénale.
- Assurer le suivi de la signification et de la notification des décisions rendues en matière pénale, qu'elles proviennent de l'étranger ou qu'elles soient destinées à l'étranger.
- Coordonner et contrôler l'exercice de l'action publique dans les juridictions, et élaborer des circulaires concernant la politique pénale.
- Superviser le bon fonctionnement de l'aide juridictionnelle en matière pénale.
- Étudier les recours en révision et en réhabilitation.
- Surveiller l'exécution des condamnations.
- Contrôler et veiller à la liquidation des frais de justice dans les affaires criminelles, correctionnelles et de simple police.
- Collecter et traiter toutes les questions relatives à la jurisprudence et aux statistiques des décisions rendues par les juridictions en matière pénale.
- Participer à l'étude et au traitement des dossiers de réfugiés en collaboration avec les administrations concernées.

En ce qui concerne les grâces :
- Instruire les recours en grâce et préparer les lois d'amnistie.

En matière de libération anticipée :
- Instruire les demandes de libération conditionnelle en lien avec l'Agence Pénitentiaire du Bénin.

## Organisation et fonctionnement
Direction des Affaires Civiles, Pénales et des Grâces, est composée des éléments suivants,:
- le Secrétariat
- le Service de l'organisation judiciaire et de la magistrature;
- le Service des affaires civiles, commerciales et administratives;
- le Service des affaires pénales et des grâces
- le Service du casier judiciaire national et de la nationalité ;
- le Service des professions juridiques et judiciaires ;
- le Service de la jurisprudence et de la statistique.

## Siège
Le siège de la Direction des affaires civiles, pénales et des grâces (DACPG) se situe à Cotonou.